# Ноннбергское аббатство

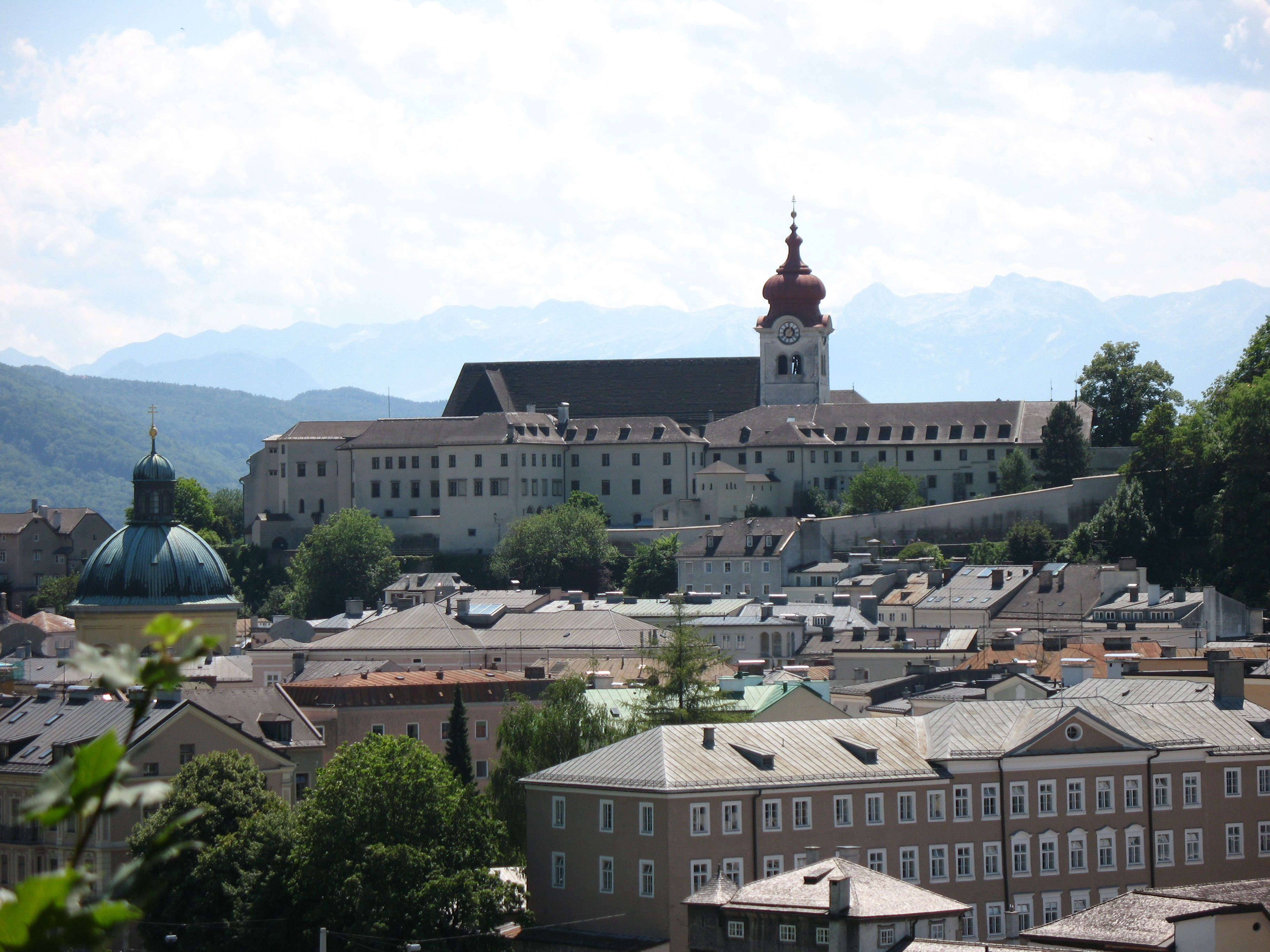
Ноннбергское аббатство. Вид с холма капуцинов. Зальцбург, Австрия

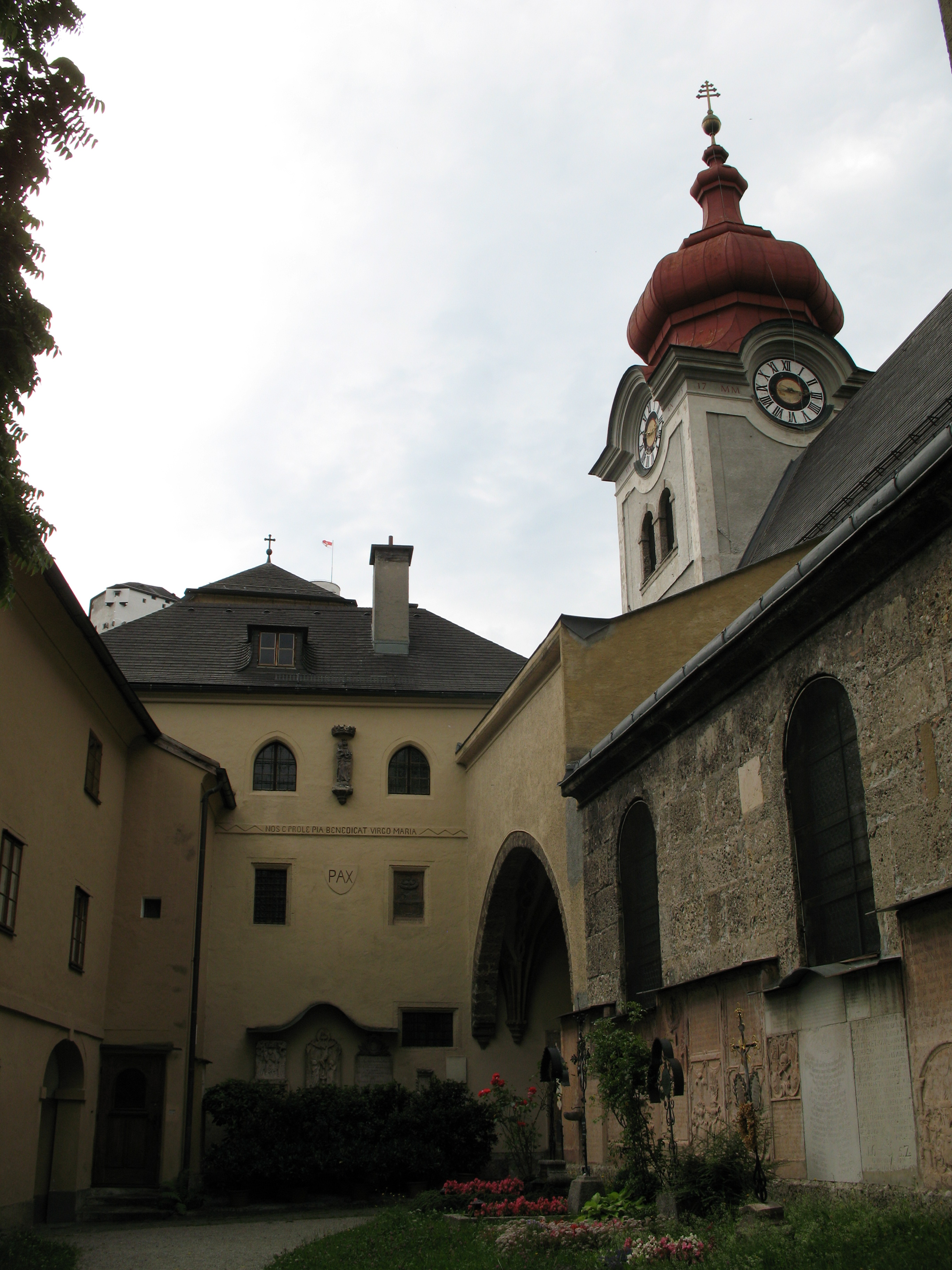
Ноннбергское аббатство

Ноннбергское аббатство  — женский бенедиктинский монастырь, находящийся в Зальцбурге, Австрия. Ноннбергское аббатство сыграло значительную роль в истории Зальцбурга. После основания ноннбергского аббатства в 714 году возле него стал постепенно формироваться будущий Зальцбург.
Широкую мировую известность получило после того, как на экраны вышел мюзикл «Звуки музыки», где главная героиня Мария была послушницей в данном аббатстве.

## История
Ноннбергское аббатство основано в 714 году святым Рупертом. Первой настоятельницей аббатства была сестра Руперта святая Эрентруда Зальцбургская.
Аббатство неоднократно реконструировалось. В 1423 году оно сгорело от пожара и было восстановлено в 1464 году. В 1495 или 1504 году (точная дата неизвестна) из двора аббатства был построен первые в мире фуникулёр Райсцуг для доставки грузов в Хоэнзальцбург. Позднее в аббатстве также проводились ремонтные работы в 1509 году и в 1624 году, когда церковь была расширена за счёт добавления трёх боковых часовен. В 1880 году церковь была переделана в барочный стиль.

## Нумизматика
5 апреля 2006 года в Австрии в серии «Аббатства Австрии» были выпущены золотая и серебряная монеты, на которых изображено Ноннбергское аббатство.